# كماجين (حومة أبهر)
کماجین (بالفارسية: کماجین) هي قرية تقع في إيران في منطقة مركزية ريفية. يقدر عدد سكانها بـ 55 نسمة بحسب إحصاء 2016.